# Mesopotamia

Mapa que muestra la extensión de Mesopotamia. Se muestran Washukanni, Nínive, Hatra, Ashur, Nuzi, Palmira, Mari, Sippar, Babilonia, Kish, Nippur, Isin, Lagash, Uruk, Alejandría de Susiana y Ur, de norte a sur.

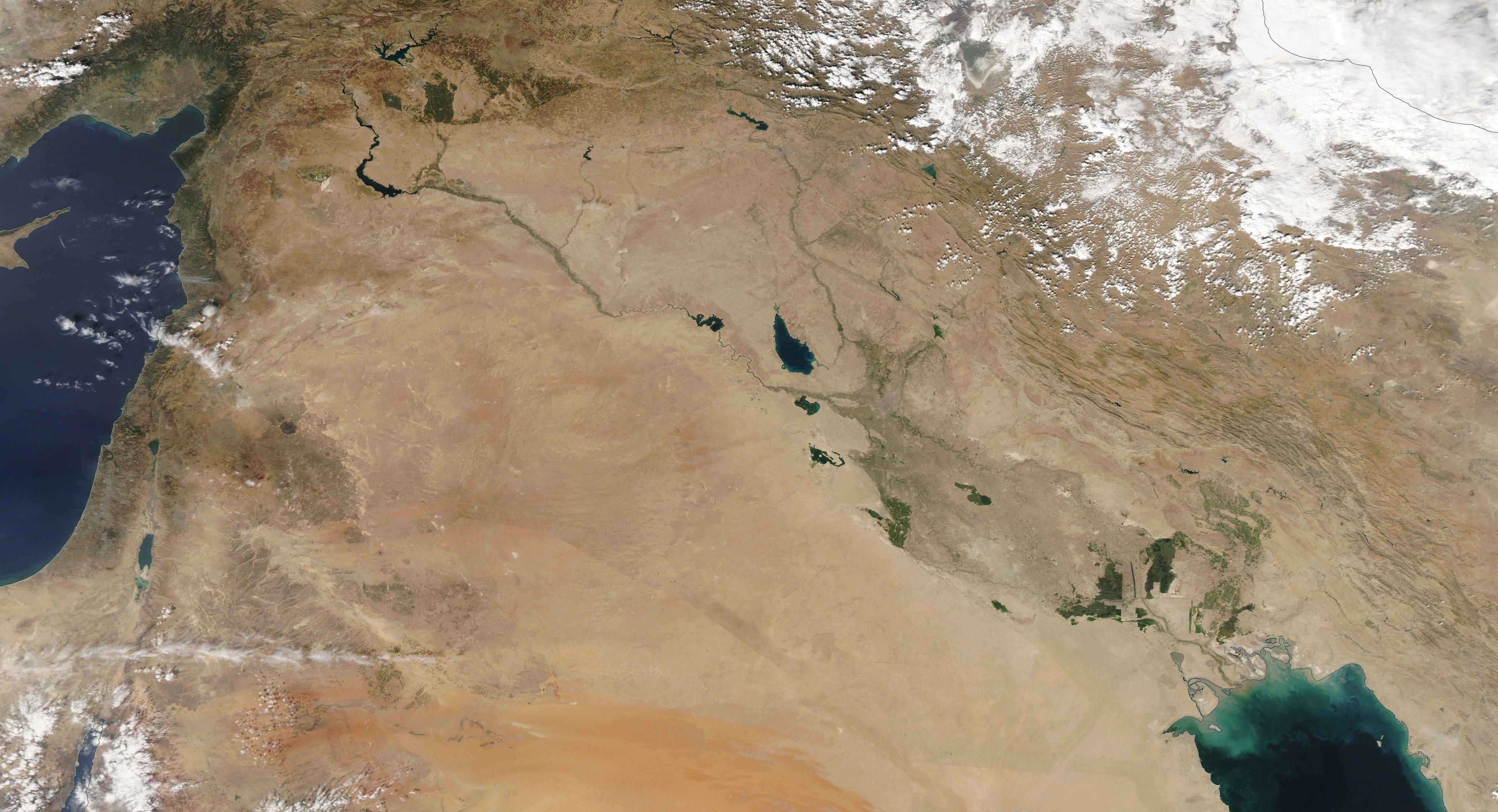
Una vista satelital moderna de Mesopotamia (octubre de 2020).

Mesopotamia es el nombre por el cual se conoce a la región histórica del Oriente Próximo ubicada entre los ríos Tigris y Éufrates, si bien se extiende a las zonas fértiles contiguas a la franja entre ambos ríos, y que coincide aproximadamente con las áreas no desérticas del actual Irak y la zona limítrofe del norte y este de Siria.
El término alude inicialmente a esta región durante la Edad Antigua, que se dividía en «Asiria» (al norte) y «Babilonia» (al sur). Babilonia (también conocida como Caldea), a su vez, se dividía en Acadia (parte alta) y Caldea (parte baja). Sus gobernantes eran llamados patesi.
Los nombres de ciudades como Ur o Nippur, de héroes legendarios como Gilgameš, del Código Hammurabi, de los asombrosos edificios conocidos como zigurats, provienen de la Mesopotamia Antigua. Y episodios mencionados en la Biblia o en la Torá, como los del diluvio universal o la leyenda de la Torre de Babel, aluden a hechos ocurridos en esta zona.
La historia de Mesopotamia está dividida en cinco etapas: periodo sumerio, Imperio acadio, Imperio babilónico, Imperio asirio e Imperio neobabilónico.
El sistema social estaba ligado a la economía, por lo que no había castas ni estratificación, solo diferenciación en las posiciones económicas.
La economía de Mesopotamia se basaba en la agricultura y la división de tierras de la siguiente forma:
- Sector estatal o público: propiedad del templo y el palacio, como propiedad del dios, y tenía como objetivo la producción para sustento del templo y el personal (escribas, sacerdotes y administrativos) y eran trabajadas por campesinos influenciados bajo coerción física o ideológica, los cuales eran remunerados con raciones de cebada, lana y aceite para iluminación e higiene en cantidades según edad y sexo.
- Sector privado: eran tierras de propiedad comunal y privadas, administradas por macrofamilias a cambio de tributo.[3]

También podían encontrarse las siguientes distinciones socio-económicas dentro de la población, lo cual estaba sujeto a su nivel de dependencia o independencia económica: 
- Mezquinos: se trataba de ciertos sectores que podían vivir solamente de su trabajo corporal y el cultivo de sus parcelas. Pertenecen a los grupos sociales más débiles debido a que se encuentran socialmente desprotegidos y son súbditos del rey (responsable del templo).[4]
- Hombres: son ciudadanos con posibilidad de acceder a la tierra. Están ligados a la actividad palaciega, propietarios de parcelas, escribas o funcionarios que han conseguido acumular el capital para la explotación de las tierras.
- Siervos: se trata de personas que tenían deudas con el palacio y eran siervos voluntarios para su pago.
- Esclavos: guerreros enemigos cautivos.

## Etimología

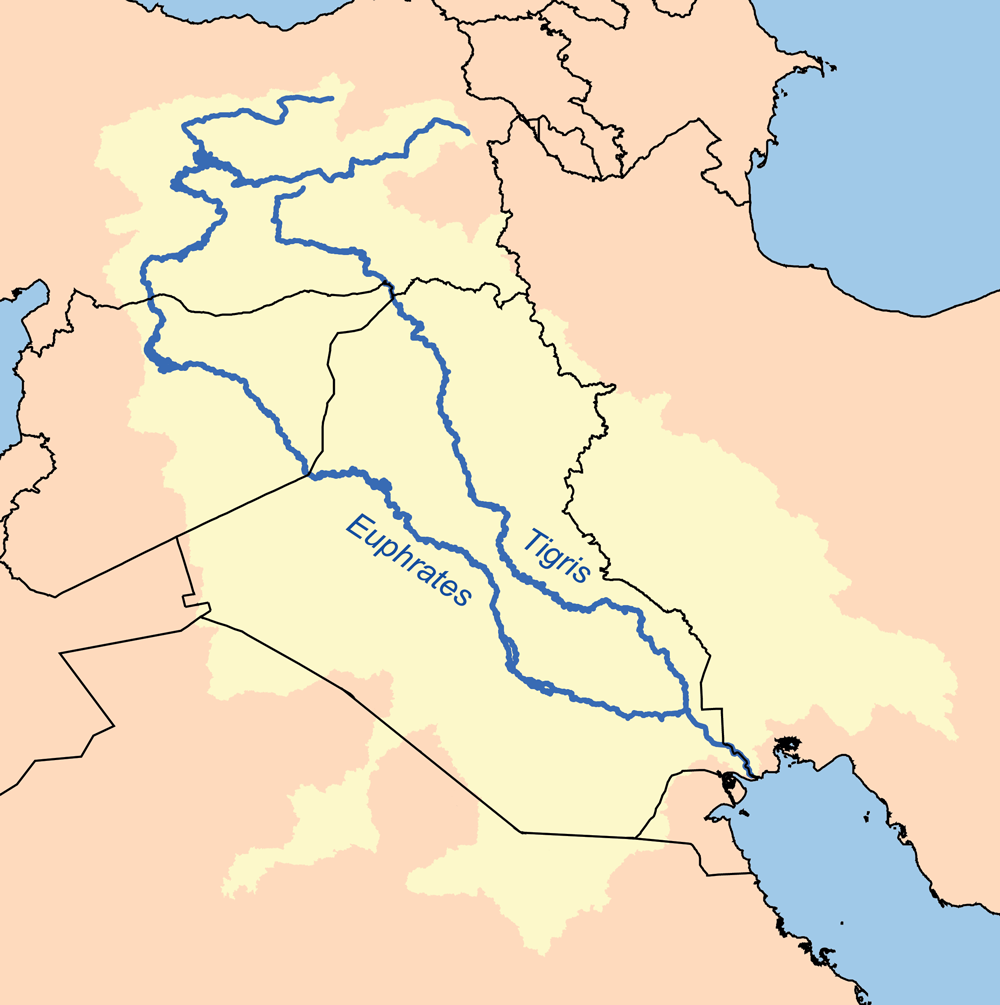
Mapa que muestra el sistema fluvial Tigris-Éufrates, que rodea Mesopotamia.

El topónimo regional Mesopotamia, griego antiguo: Μεσοποταμια «[la tierra] entre ríos»; árabe: Balad ٱ lrafdyn Bilad 'ar-Rafidayn' o árabe: Internacional ٱ lnhryn 'AN-Nahrayn Bayn'; persa: myanrvdan miyan Rudan; siríaco: ܒܝܬ ܢܗܪܝܢ Beth Nahrain «tierra de los dos ríos») proviene de las antiguas palabras griegas μέσος (mesos) «medio» y ποταμός (potamos) «río» y se traduce como «(tierra) entre ríos». Se utiliza en toda la Septuaginta griega (c. 250 a. C.) para traducir el hebreo y el arameo equivalente Naharaim. Un uso griego anterior del nombre Mesopotamia es evidente en La anabasis de Alejandro, que fue escrita a finales del siglo II d. C., pero se refiere específicamente a las fuentes de la época de Alejandro Magno. En la Anabasis, Mesopotamia se utilizó para designar la tierra al este del Éufrates, en el norte de Siria.
El término arameo biritum / birit narim correspondía a un concepto geográfico similar. Más tarde el término Mesopotamia se aplicó de manera más general a todas las tierras entre el Éufrates y el Tigris, incorporando así no solo partes de Siria, sino también casi todo Irak y el sureste de Turquía. Las estepas vecinas al oeste del Éufrates y la parte occidental de las montañas Zagros también se incluyen a menudo bajo el término más amplio de Mesopotamia. 
Por lo general se hace una distinción adicional entre Mesopotamia norte o superior y Mesopotamia sur o inferior. La Alta Mesopotamia, también conocida como Jazira, es el área entre el Éufrates y el Tigris desde sus fuentes hasta Bagdad, mientras que la Baja Mesopotamia es el área desde Bagdad hasta el Golfo Pérsico e incluye Kuwait y partes del oeste de Irán. 
En el uso académico moderno, el término Mesopotamia a menudo también tiene una connotación cronológica. Por lo general, se usa para designar el área hasta las conquistas musulmanas, con nombres como Siria, Jazira e Irak para describir la región después de esa fecha. Se ha argumentado que estos eufemismos posteriores son términos eurocéntricos atribuidos a la región en medio de varias invasiones occidentales del siglo XIX.

## Geografía

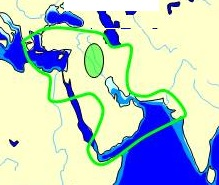
Mundo conocido de las culturas mesopotámicas, babilónicas y asirias a partir de fuentes documentales.

Mesopotamia abarca la tierra entre los ríos Éufrates y Tigris (en Oriente Próximo), los cuales tienen sus cabeceras en los montes Tauro. Ambos ríos son alimentados por numerosos afluentes y todo el sistema fluvial drena una vasta región montañosa. Las rutas terrestres en Mesopotamia generalmente siguen al Éufrates porque las orillas del Tigris son con frecuencia empinadas y difíciles. El clima de la región es semiárido con una vasta extensión desértica en el norte que da paso a una región de pantanos, lagunas, marismas y bancos de cañas de 15 000 kilómetros cuadrados (5 800 millas cuadradas) en el sur. En el extremo sur, el Éufrates y el Tigris se unen y desembocan en el Golfo Pérsico.
El ambiente árido que abarca desde las áreas del norte de la agricultura de secano hasta el sur, donde el riego de la agricultura es esencial para obtener un excedente de energía en la energía invertida (EROEI). Este riego es ayudado por una capa freática alta y por el deshielo de las altas cumbres de las montañas del norte de los montes Zagros y de las tierras altas armenias, la fuente de los ríos Tigris y Éufrates que dan nombre a la región. La utilidad del riego depende de la capacidad de movilizar mano de obra suficiente para la construcción y mantenimiento de canales, y esto, desde el primer período, ha ayudado al desarrollo de asentamientos urbanos y sistemas centralizados de autoridad política.
La agricultura en toda la región se ha complementado con el pastoreo nómada, donde los nómadas que vivían en tiendas de campaña pastorearon ovejas y cabras (y luego camellos) desde los pastizales del río en los meses secos de verano hacia tierras de pastoreo estacionales en la franja del desierto en la estación húmeda de invierno. El área generalmente carece de piedra de construcción, metales preciosos y madera, por lo que históricamente se ha dedicado al comercio de productos agrícolas a larga distancia para obtener estos artículos de las áreas periféricas. En las marismas, al sur del área, ha existido una compleja cultura de pesca desde la prehistoria que se ha agregado a la mezcla cultural.
Se han producido interrupciones periódicas en el sistema cultural por varias razones. De vez en cuando la demanda de mano de obra ha llevado a aumentos de población que superan los límites de la capacidad de carga ecológica, y en caso de que se produzca un período de inestabilidad climática, puede colapsar el gobierno central y disminuir las poblaciones. Alternativamente, la vulnerabilidad militar a la invasión de las tribus de las montañas marginales o los pastores nómadas ha llevado a períodos de colapso comercial y abandono de los sistemas de riego. Igualmente, las tendencias centrípetas entre las ciudades-estado han significado que la autoridad central sobre toda la región, cuando se impone, tiende a ser efímera, y el localismo ha fragmentado el poder en unidades tribales o unidades regionales más pequeñas. Estas tendencias han continuado hasta nuestros días en Irak.

## Historia

Localización aproximada de las culturas Hassuna-Samarra y Halaf durante el «período 6».

En el interior de Mesopotamia la agricultura y la ganadería se impusieron entre el 6000 y el 5000 a. C., suponiendo la entrada de lleno al Neolítico. Durante este período, las nuevas técnicas de producción que se habían desarrollado en el área neolítica inicial se expandieron por las regiones de desarrollo más tardío, entre ellas Mesopotamia interior. Este hecho conllevó el desarrollo de las ciudades, siendo algunas de las primeras Bouqras, Umm Dabaghiyah y Yarim y, más tardíamente, Tell es-Sawwan y Choga Mami, que formaron la llamada cultura Umm Dabaghiyah. Posteriormente esta fue sustituida por las culturas de Hassuna-Samarra, entre el 5000 y el 5600 a. C., y por la cultura Halaf entre el 5600 y el 4000 a. C. (Halaf tardío).
Aproximadamente en el 3000 a. C., apareció la escritura, en aquella época utilizada solo para llevar las cuentas administrativas de la comunidad. Los primeros escritos que se han hallado están grabados sobre arcilla (muy frecuente en aquella zona) con unos dibujos formados por líneas (pictogramas).
La civilización urbana siguió avanzando durante el período de El Obeid (5000 a. C.–3700 a. C.) con avances en las técnicas cerámicas y de regadío y la construcción de los primeros templos urbanos.
Tras El Obeid, se sucede el Período de Uruk, en el cual la civilización urbana se asentó definitivamente con enormes avances técnicos como la rueda y el cálculo, realizado mediante anotaciones en tablillas de barro y que evolucionaría hacia las primeras formas de escritura.

### Sumerios y acadios

#### Los sumerios
La sumeria fue la primera civilización mesopotámica. Después del año 3000 a. C. los sumerios crearon en la baja Mesopotamia un conjunto de ciudades-estado: Uruk, Lagaš, Kiš, Uma, Ur, Eridu y Ea cuya economía se basaba en el regadío. En ellas gobernaba un rey absoluto, que se hacía llamar «vicario» del dios protector de la ciudad. Los sumerios fueron los primeros en utilizar la escritura (escritura cuneiforme) y también construyeron grandes templos (zigurats).

##### El período dinástico arcaico

Situación de las principales ciudades sumerias y alcance de esta cultura durante el período dinástico arcaico.

La difusión de los avances de la cultura de Uruk por el resto de Mesopotamia meridional dio lugar al nacimiento de la cultura sumeria. Estas técnicas permitieron la proliferación de las ciudades por nuevos territorios y regiones. Estas ciudades pronto se caracterizaron por la aparición de murallas, lo que parece indicar que las guerras entre ellas fueron frecuentes. También destaca la expansión de la escritura que saltó desde su papel administrativo y técnico hasta las primeras inscripciones dedicatorias en las estatuas consagradas de los templos.
Pese a la existencia de las listas reales sumerias la historia de este período es relativamente desconocida, ya que gran parte de los reinados expuestos en ellas tienen fechas imposibles. En realidad estas listas se confeccionaron a partir del siglo XVII a. C., y su creación se debió probablemente al deseo de los monarcas de remontar su linaje hasta tiempos épicos. Algunos de los reyes son probablemente reales pero de muchos otros no hay constancia histórica y otros de los que se sabe su existencia no figuran en ellas.

#### El Imperio acadio

Mapa de la extensión del Imperio acadio con las conquistas de Sargón y las principales revueltas posteriores. Los 150 años de dominio acadio dejarán un profundo recuerdo en la mentalidad mesopotámica, que, en los siglos posteriores, será la cuna de grandes imperios sucesivos, para cuyos monarcas, Sargón y su nieto, Naram-Sim, se convertirán en los modelos arquetípicos de emperador. Sobre el primero se proyectarán las virtudes a seguir, convirtiéndole en mito; sobre el segundo, el anti-modelo del Imperio agotado en sofocar rebeliones.

La prosperidad de los sumerios atrajo a diversos pueblos nómadas. Desde la península arábiga, las tribus semitas (árabes, hebreos y Asirios) invadieron constantemente la región mesopotámica a partir del 2500 a. C., hasta que establecieron su dominio definitivo.
Hacia 3000 a. C. se extendieron hacia el norte, creando diferentes grupos como los amorreos, en los que se incluyen fenicios, israelitas y arameos. En Mesopotamia el pueblo semita que adquirió mayor relevancia fueron los acadios.
Hacia 2350 a. C., Sargón, un usurpador de origen acadio, se hizo con el poder en la ciudad de Kiš. Fundó una nueva capital, Agadé y conquistó el resto de ciudades sumerias, venciendo al rey de Umma hasta entonces dominante, Lugalzagesi. Este fue el primer gran Imperio de la historia y sería continuado por los sucesores de Sargón, que tendrían que enfrentarse a constantes revueltas. Entre ellos destacó el nieto del conquistador, Naram-Sin. Esta etapa marcó el inicio de la decadencia de la cultura e idioma sumerios en favor de los acadios.
El Imperio se deshizo hacia el 2220 a. C., debido a las constantes revueltas y las invasiones de los nómadas gutis y amorreos. Tras su caída, la región entera cayó bajo el dominio de esta tribu, que se impuso sobre las ciudades-estado de la región, especialmente en el entorno de la destruida Agadé. Las crónicas sumerias los describen constantemente de forma negativa, como «horda de bárbaros» o «dragones de montaña», pero es posible que la realidad no fuese tan negativa; en algunos centros se produjo un verdadero florecimiento de las artes, como la ciudad de Lagaš por ejemplo, especialmente durante el gobierno del patesi Gudea. Además de la calidad artística, en las obras de Lagaš se utilizaron materiales provenientes de regiones lejanas: madera de cedro del Líbano o diorita, oro y cornalina del valle del Indo; lo que parece indicar que el comercio no debió verse especialmente lastrado. Las ciudades meridionales, más alejadas del centro de poder guti, compraban su libertad a cambio de importantes tributos; Uruk y Ur prosperaron durante sus IV y II dinastías.

#### Renacimiento sumerio
Según una tablilla conmemorativa fue Utu-hegal, rey de Uruk, quien, en torno a 2100 a. C., derrotó y expulsó a los gobernantes gutis de las tierras sumerias. Su éxito no le sería de mucho provecho ya que poco después fue vencido por Ur-Nammu, el rey de Ur, que pasó a ser la ciudad hegemónica en toda la región durante el período de la Tercera Dinastía de Ur (también se suele denominar a este período Renacimiento sumerio). El Imperio surgido a raíz de esta hegemonía sería tan extenso o más que el de Sargón, del que tomaría la idea de Imperio unificador, influencia que se aprecia incluso en la denominación de los monarcas, que a imitación de los acadios se harán llamar «reyes de Sumeria y Acad».
A Ur-Nammu le sucederá su hijo Shulgi, quien combatió contra el reino oriental de Elam y las tribus nómadas de los Zagros. A este le sucedió su hijo Amar-Sin y a éste, primero un hermano suyo, Shu-Sin y después otro Ibbi-Sin. En el reinado de este último los ataques de los amorreos, provenientes de Arabia, se hicieron especialmente fuertes y en el 2003 a. C. cayó el último Imperio predominantemente sumerio. En adelante será la cultura acadia la que predomine y posteriormente Babilonia heredará el papel de los grandes imperios sumerios.

### Babilonios y asirios
Con la caída de la hegemonía de Ur no se repitió un período de oscuridad como el que había acontecido con la del Imperio acadio. Esta etapa estará marcada por el ascenso progresivo de dinastías amorritas en prácticamente todas las ciudades de la región.
Durante los primeros 50 años parece que fue la ciudad de Isin la que trató sin éxito de imponerse en la región. Posteriormente, hacia 1930 a. C. serán los monarcas de Larsa los que se lancen a la conquista de las ciudades vecinas, atacando Elam y las ciudades del Diyala y conquistando Ur, pese a lo cual no consiguieron un dominio completo en la región, aunque conservaron su hegemonía hasta prácticamente el surgimiento del Imperio paleobabilónico de Hammurabi, salvo un período entre 1860 y 1803 a. C. en el que la vecina Uruk consiguió desafiar su liderazgo.
En Elam la influencia acadia se hizo más fuerte y el reino pasó a inmiscuirse cada vez más en la política mesopotámica. En Mesopotamia septentrional empezaron a surgir los primeros Estados fuertes, posiblemente reformados por el comercio existente entre las áreas meridionales y Anatolia, destacando principalmente el nuevo reino de Asiria, el cual llegaría a expandirse hasta el Mediterráneo bajo el reinado de Šamši-Adad I.

#### El Imperio paleobabilónico

Mapa del Imperio paleobabilónico tras las conquistas de Hammurabi, hacia 1750 a. C. Los nómadas casitas, tal vez originarios del sureste de Irán, ya se habían establecido en los montes Zagros, en el límite oriental del Imperio. No tardarían en avanzar sobre él.

En 1792 a. C. Hammurabi llega al trono de la hasta entonces poco importante ciudad de Babilonia, a partir de la cual comenzará una política de expansión. En primer lugar se liberó de la tutela de Ur para, en 1786, enfrentarse al vecino rey de Larsa, Rim-Sin I, arrebatándole Isin y Uruk; con la ayuda de Mari, en 1762 venció a una coalición de ciudades de la ribera del Tigris, para, un año después, conquistar la ciudad de Larsa. Tras esto se autoproclamó rey de Sumeria y Acad, título que había surgido en tiempos de Sargón de Acad, y que se había venido utilizando por los monarcas que conseguían el dominio de toda la región de Mesopotamia. Tras un nuevo enfrentamiento con una nueva coalición de ciudades conquistó Mari, tras lo cual, en 1753, completó su expansión con la anexión de Asiria y Ešnunna, al norte de Mesopotamia.
Con el paso de los siglos la imagen del monarca fue mitificada, no solo debido a sus conquistas, sino también a su actividad constructora y de mantenimiento de los canales de riego, y a la elaboración de códigos de leyes, como el conocido código de Hammurabi. 
Hammurabi murió en 1750 a. C., siendo sucedido por su hijo Samsu-iluna, quien tuvo que enfrentarse a un ataque de los nómadas casitas. Esta situación se repetiría en 1708 a. C., durante el reinado de Abi-Eshuh. En efecto, desde la muerte del conquistador, los problemas con los casitas se habían multiplicado. Esta presión fue constante y en progreso durante el siglo XVII a. C., lo que fue desgastando el Imperio. Fue un ataque del rey hitita, Mursili I, lo que le dio el golpe de gracia a Babilonia, tras lo cual la región cayó bajo el poder de los casitas.

#### Asirios
Hacia el 1250 a. C. se establecieron en el norte de Babilonia los asirios, quienes tomaron el control de todo el país. Sus ciudades más importantes fueron Assur y Nínive, y entre sus monarcas más ilustres destacaron: Asurnasirpal II, Tiglath-Pileser III, Asurbanipal, Salmanasar III, Sargón II y Senaquerib. Babilónicos y medos se aliaron y entraron a Asiria desde la meseta de Irán, y finalmente, en el año 612 a. C. tomaron e incendiaron Nínive.

#### Los neobabilónicos
Babilonia resurgió con los caldeos, otra tribu semita, cuando fue refundada por su rey Nabopolasar, a finales del siglo VII. Su hijo, Nabucodonosor II «el Grande», fue su sucesor y es considerado uno de los reyes babilónicos más importantes pues sus dominios llegaron desde Mesopotamia hasta Siria y la costa del Mediterráneo.

### Invasión persa
En el año 539 a. C., el rey persa Ciro, el nuevo rey de Asia, ocupó Babilonia y estableció su poder en toda Mesopotamia.

## Historia arqueológica
Los primeros sondeos en la región fueron realizados en 1786 por el vicario general de Bagdag, Joseph de Beauchamps, pero habría que esperar hasta 1842 para la primera excavación arqueológica real, promovida por el cónsul francés en Mosul, Paul Émile Botta, que se centró en el área de tell Kujunjik, cerca de Nínive. Los resultados no fueron interesantes pero, luego de trasladar la excavación por consejo de un aldeano, aparecieron unos bajorrelieves asirios que supusieron el primer hallazgo histórico de las civilizaciones mesopotámicas, de las que, hasta entonces, solo se sabía por las menciones en la Biblia.
A partir de este momento la investigación estuvo marcada por la rivalidad entre ingleses y franceses. Los primeros, dirigidos por Austen Henry Layard, descubrieron la importantísima biblioteca de Asurbanipal; los segundos, el palacio de Sargón II en Khorsabad, cuyos hallazgos tuvieron un desgraciado fin al hundirse en el Tigris una embarcación con 235 cajas de material.
En el área del sur, en la década de 1850, se descubrieron las ciudades de Uruk, Susa, Ur y Larsa, si bien no fue a partir de 1875 cuando se hallaron evidencias de la civilización sumeria. Hasta los primeros años del siglo XX aparecieron gran cantidad de restos, incluido un gran número de estatuas de Gudea. En esta etapa también comienzan a progresar las excavaciones de alemanes y estadounidenses.
Una de las principales características de los yacimientos arqueológicos de la zona es que se han encontrado en gran abundancia textos escritos en cuneiforme, fundamentalmente sobre tablillas de arcilla cruda, que resistieron bien el paso del tiempo, lo que ha permitido conservar algunas de las primeras páginas de la historia de la humanidad.

## Cultura
La cultura de Mesopotamia fue pionera en muchas de las ramas del conocimiento: desarrollaron la escritura que se denominó cuneiforme, en principio pictográfica, y más adelante la fonética; en el campo del derecho, crearon los primeros códigos de leyes; en arquitectura, desarrollaron importantes avances como la bóveda y la cúpula, crearon un calendario de 12 meses y 365 días e inventaron el sistema de numeración sexagesimal.

### Ciencias
Muchos de ellos incursionaron en lo que hoy en día llamamos ciencias o matemáticas, legando también importantes conceptos como la Teoría atómica (Demócrito), diversos teoremas matemáticos (Tales de Mileto, Pitágoras, etc.), medicina (Hipócrates), la teoría de los cuatro humores (Empédocles), etc.

#### Matemáticas
La matemática y la ciencia mesopotámicas se basaron en un sistema de numeración sexagesimal (base 60). Esta es la fuente de la hora de 60 minutos, el día de 24 horas y el círculo de 360 grados. El calendario sumerio se basó en la semana de siete días. Esta forma de matemática fue instrumental en la creación temprana de mapas. Los babilonios también tenían teoremas sobre cómo medir el área de varias formas y sólidos. Midieron la circunferencia de un círculo como tres veces el diámetro y el área como una doceava parte del cuadrado de la circunferencia, lo que sería correcto si π se fijara en 3. El volumen de un cilindro se tomó como el producto del área de la base y la altura. El tronco de un cono o una pirámide cuadrada se tomó incorrectamente como el producto de la altura y la mitad de la suma de las bases. Además, hubo un descubrimiento reciente en el que una tableta usaba π como 25/8 (3.125 en lugar de 3.14159 ~). Los babilonios también son conocidos por la milla de Babilonia, que era una medida de distancia igual a unas siete millas modernas (11 km). Esta medida de distancias finalmente se convirtió en una milla de tiempo utilizada para medir el viaje del Sol, por lo tanto, representa el tiempo.

#### Astronomía
Desde la época sumeria, los sacerdotes del templo habían intentado asociar eventos actuales con ciertas posiciones de los planetas y las estrellas. Esto continuó hasta la época asiria, cuando las listas de Limmu se crearon como una asociación de eventos año tras año con posiciones planetarias, que, cuando han sobrevivido hasta nuestros días, permiten asociaciones precisas de relación relativa con datación absoluta para establecer la historia de Mesopotamia.
Los astrónomos babilónicos eran muy expertos en matemáticas y podían predecir eclipses y solsticios. Los estudiosos pensaban que todo tenía algún propósito en astronomía. La mayoría de estos relacionados con la religión y los presagios. Los astrónomos mesopotámicos elaboraron un calendario de 12 meses basado en los ciclos de la luna. Dividieron el año en dos estaciones: verano e invierno. Los orígenes de la astronomía y la astrología datan de esta época.
Durante el siglo VIII y el siglo VII a. C., los astrónomos de Babilonia desarrollaron un nuevo enfoque de la astronomía. Comenzaron a estudiar filosofía sobre la naturaleza ideal del universo primitivo y comenzaron a emplear una lógica interna dentro de sus sistemas planetarios predictivos. Esta fue una contribución importante a la astronomía y la filosofía de la ciencia y algunos estudiosos se han referido a este nuevo enfoque como la primera revolución científica. Este nuevo enfoque de la astronomía fue adoptado y desarrollado en astronomía griega y helenística.
En los tiempos seléucida y parta, los informes astronómicos eran completamente científicos; cuánto antes se desarrollaron sus conocimientos y métodos avanzados es incierto. El desarrollo babilónico de métodos para predecir los movimientos de los planetas se considera un episodio importante en la historia de la astronomía.
El único astrónomo greco-babilónico conocido que apoyó un modelo heliocéntrico de movimiento planetario fue Seleuco de Seleucia (n. 190 a. C.). Seleuco es conocido por los escritos de Plutarco. Apoyó la teoría heliocéntrica de Aristarco de Samos donde la Tierra giraba alrededor de su propio eje que a su vez giraba alrededor del Sol. Según Plutarco, Seleuco incluso probó el sistema heliocéntrico, pero no se sabe qué argumentos usó (excepto que teorizó correctamente sobre las mareas como resultado de la atracción lunar).
La astronomía babilónica sirvió de base para gran parte de la astronomía griega, india clásica, sasánida, bizantina, siria, islámica medieval, asiática central y de Europa occidental.

#### Medicina
Los textos babilónicos más antiguos sobre medicina se remontan al período babilónico antiguo durante la primera mitad del segundo milenio antes de Cristo. Sin embargo, el texto médico babilónico más extenso es el Manual de diagnóstico escrito por el ummânū, o erudito principal, Esagil-kin-apli de Borsippa, durante el reinado del rey babilónico Adad-apla-iddina (1069-1046 a. C.) 
Junto con contemporánea medicina egipcia, los babilonios introdujeron los conceptos de diagnóstico, el pronóstico, el examen físico, los enemas y las recetas. Además, el Manual de diagnóstico introdujo los métodos de terapia y etiología y el uso del empirismo, la lógica y la racionalidad en el diagnóstico, el pronóstico y la terapia. El texto contiene una lista de síntomas médicos y observaciones empíricas a menudo detalladas junto con las reglas lógicas utilizadas para combinar los síntomas observados en el cuerpo de un paciente con su diagnóstico y pronóstico. 
Los síntomas y enfermedades de un paciente fueron tratados a través de medios terapéuticos como vendajes, cremas y píldoras. Si un paciente no podía curarse físicamente, los médicos de Babilonia a menudo confiaban en el exorcismo para limpiar al paciente de cualquier maldición. El Manual de diagnóstico de Esagil-kin-apli se basó en un conjunto lógico de axiomas y suposiciones, incluida la visión moderna de que a través del examen e inspección de los síntomas de un paciente, es posible determinar la enfermedad del paciente, su etiología, su desarrollo futuro, y las posibilidades de recuperación del paciente. 
Esagil-kin-apli descubrió una variedad de enfermedades y describió sus síntomas en su Manual de diagnóstico. Estos incluyen los síntomas de muchas variedades de epilepsia y enfermedades relacionadas, junto con su diagnóstico y pronóstico.

### Literatura
Antes del desarrollo de la literatura, el lenguaje escrito se usaba para llevar las cuentas administrativas de la comunidad. Con el tiempo, se le empezó a dar otros usos, como explicar hechos, citas, leyendas o catástrofes.

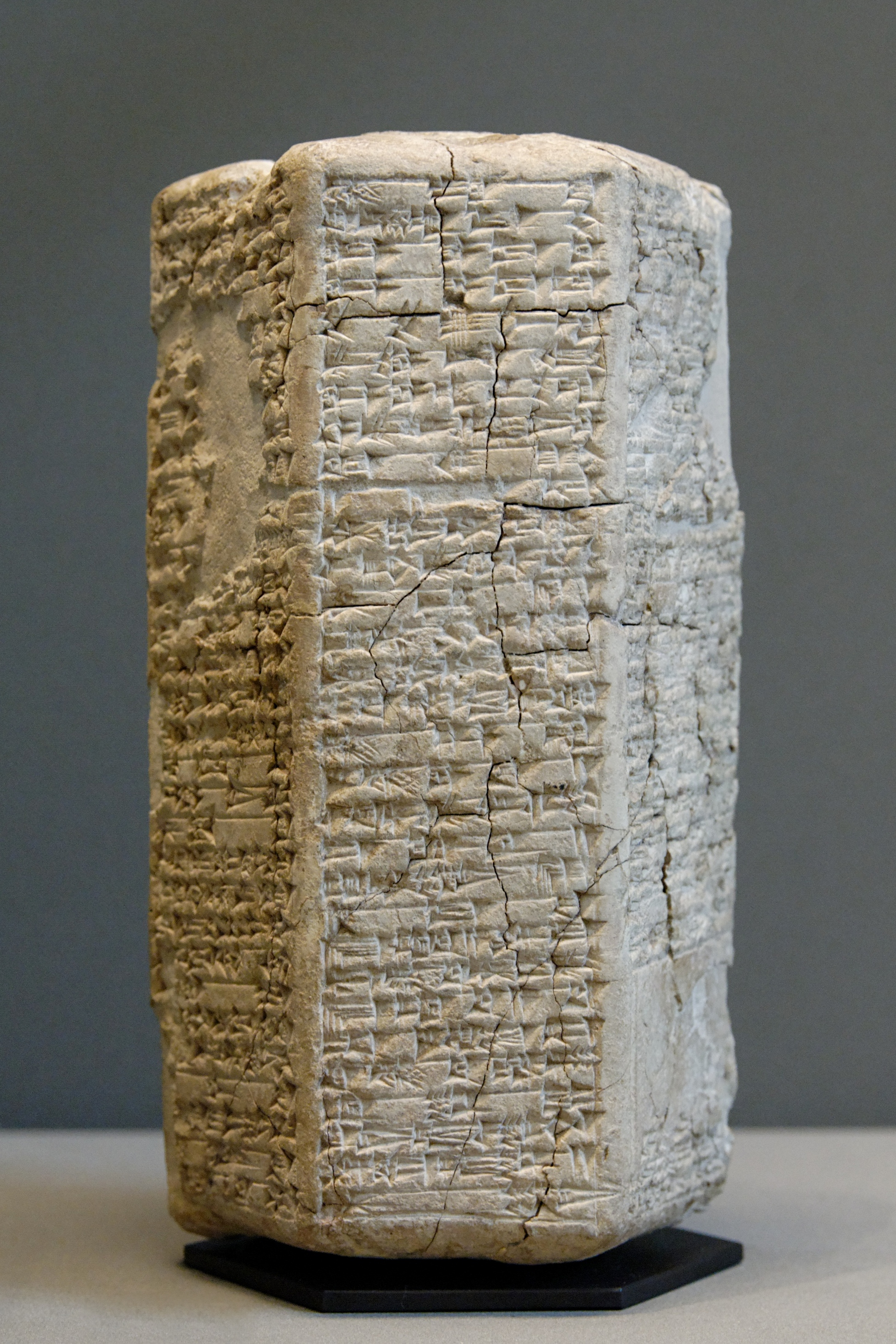
Himno a Iddin-Dagan, rey de Larsa. Inscripciones cuneiformes en arcilla en sumerio. Hacia 1950 a. C.

La literatura sumeria comprende tres grandes temas: mitos, himnos y lamentaciones. Los mitos se componen de breves historias que tratan de perfilar la personalidad de los dioses mesopotámicos: Enlil, principal dios y progenitor de las divinidades menores; Inanna, diosa del amor y de la guerra; o Enki, dios del agua dulce, frecuentemente enfrentado a Ninhursag, diosa de las montañas. Los himnos son textos de alabanza a los dioses, reyes, ciudades o templos. Las lamentaciones relatan temas catastróficos como la destrucción de ciudades o palacios y el resultante abandono de los dioses.
Algunas de estas historias es posible que se apoyasen en hechos históricos como guerras, inundaciones o la actividad constructora de un rey importante, magnificados y distorsionados con el tiempo.
Una creación propia de la literatura sumeria fue un tipo de poemas dialogados basados en la oposición de conceptos contrarios. También los proverbios forman parte importante de los textos sumerios.

### Religión

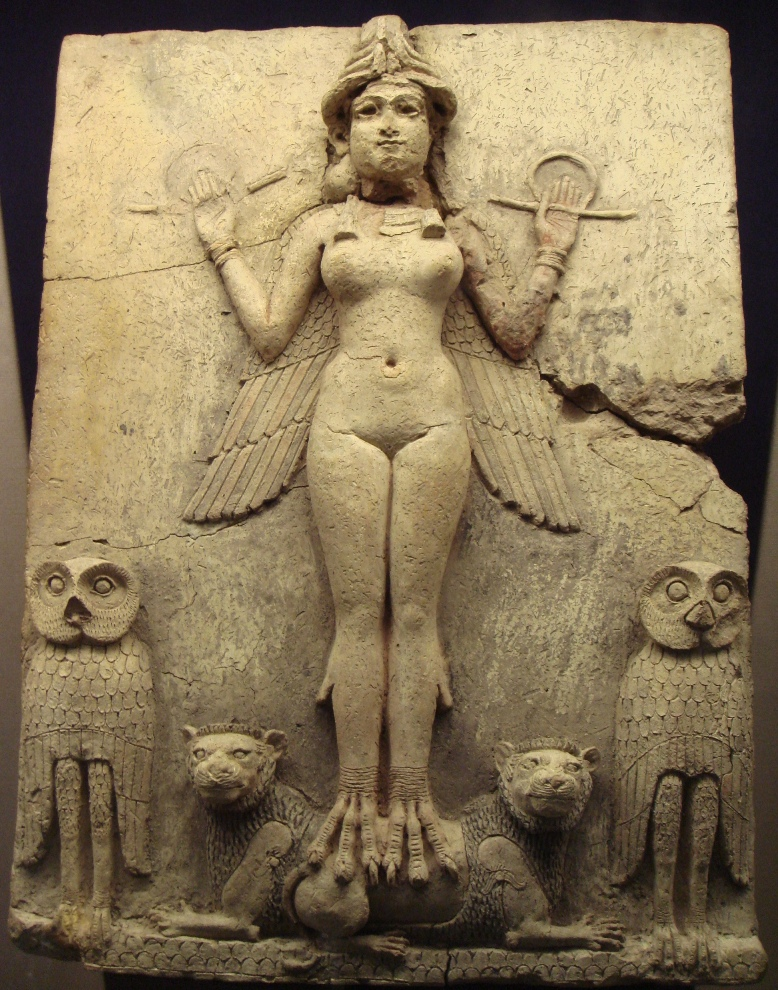
El alivio de Burney, primera dinastía babilónica, alrededor de 1800 a. C.

La religión era politeísta; en cada ciudad se adoraba a distintos dioses, aunque había algunos comunes. Entre estos figuran:
- Anu: dios del cielo y padre de los dioses.
- Enki: dios de la sabiduría. Tenía la misión de crear al hombre.
- Nannar: dios de la Luna.
- Utu: dios del Sol (hacia el 5100 a. C. se llamaba Ninurta).
- Inanna: diosa del amor y de la guerra; asociada posteriormente a la diosa Venus.
- Enlil: dios de la agricultura.

En el siglo XVII a. C., el rey Hammurabi unificó el Estado, hizo de Babilonia la capital del imperio e impuso como dios principal a Marduk. Este dios fue el encargado de restablecer el orden celeste, de hacer surgir la tierra del mar y de esculpir el cuerpo del primer hombre antes de repartir los dominios del universo entre los demás dioses.
Algo que caracterizaba a estos dioses era que estaban asociados a distintas actividades; es decir, existían dioses de la ganadería, escritura, confección, etc., lo que hizo que hubiera un panteón muy amplio
Véase: Deidades por atributos.

### Filosofía

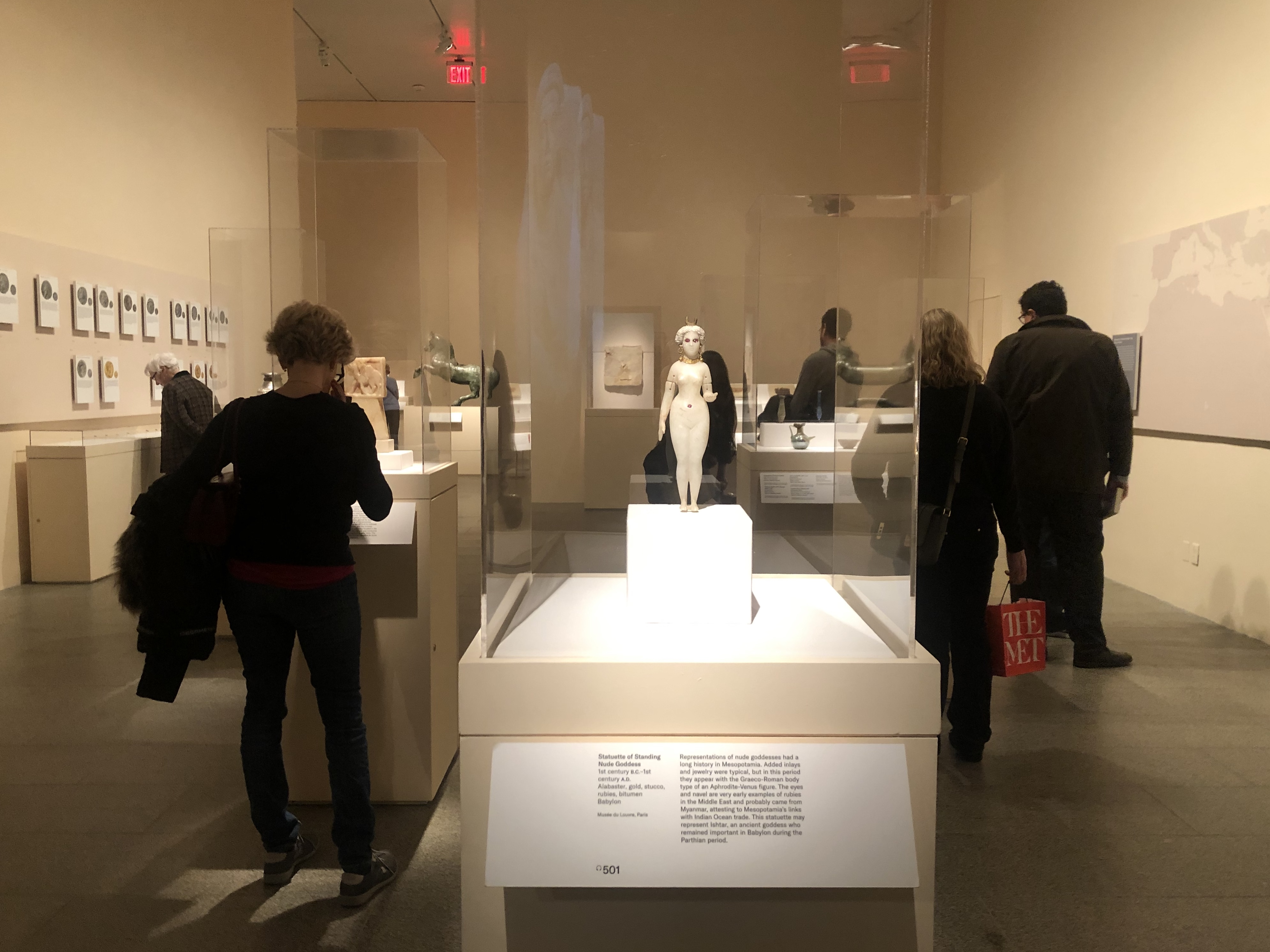
Estatuilla de la diosa desnuda de pie, -

Las numerosas civilizaciones del área influenciaron las religiones abrahámicas, especialmente la Biblia hebrea. Sus valores culturales y su influencia literaria son especialmente evidentes en el Libro del Génesis. 
Giorgio Buccellati cree que los orígenes de la filosofía se remontan a la sabiduría mesopotámica temprana, que encarnaba ciertas filosofías de la vida, particularmente la ética, en forma de dialéctica, diálogos, poesía épica, folclore, himnos, letras, obras en prosa y proverbios. La razón babilónica y la racionalidad se desarrollaron más allá de la observación empírica. 
La forma más temprana de lógica fue desarrollada por los babilonios, especialmente en la rigurosa naturaleza no ergódica de sus sistemas sociales. El pensamiento babilónico era axiomático y es comparable a la «lógica ordinaria» descrita por John Maynard Keynes. El pensamiento babilónico también se basaba en una ontología de sistemas abiertos que es compatible con los axiomas ergódicos. La lógica se empleó hasta cierto punto en la astronomía y medicina babilónicas.
El pensamiento babilónico tuvo una influencia considerable en los principios de la antigua filosofía griega y helenística. En particular, el texto babilónico Diálogo del pesimismo contiene similitudes con el pensamiento agonista de los sofistas, la doctrina heracliteana de la dialéctica y los diálogos de Platón, así como un precursor del método socrático. El filósofo jónico Tales fue influenciado por las ideas cosmológicas de Babilonia.

### Lenguas
El desarrollo temprano de la agricultura en la región pudo haber permitido que numerosos pequeños grupos humanos se expandieran independientemente por la región, causando que la diversidad lingüística de esta fuera inicialmente muy grande. Esta situación contrasta con la que se presenta cuando grupos humanos agrícolas con una tecnología superior penetran en un territorio menos densamente poblado por poblaciones seminómadas, lo que da lugar a una diversidad mucho menor, como lo acontecido en Europa con la entrada de los pueblos indoeuropeos.
En Mesopotamia se reconocen dos grandes familias lingüísticas: la indoeuropea (cuya presencia se debe a varias olas, por lo que existen lenguas de diferentes ramas) y la semítica (de la que se testimonian dos ramas). Junto con estas existe un número importante de lenguas aisladas (sumerio, elamita) o cuasiaisladas (hurrita-uratiano), y un número de lenguas mal documentadas cuya filiación no puede precisarse adecuadamente (casita, hatti, kaskas). Muchas de las lenguas aisladas, cuasi-aisladas y no clasificadas parecen tener rasgos ergativos, lo cual las acerca tipológicamente a algunas lenguas caucásicas aunque esto no es prueba de parentesco, ya que dichos rasgos podrían ser muestra de que en el pasado habría existido un área lingüística.

### Festivales

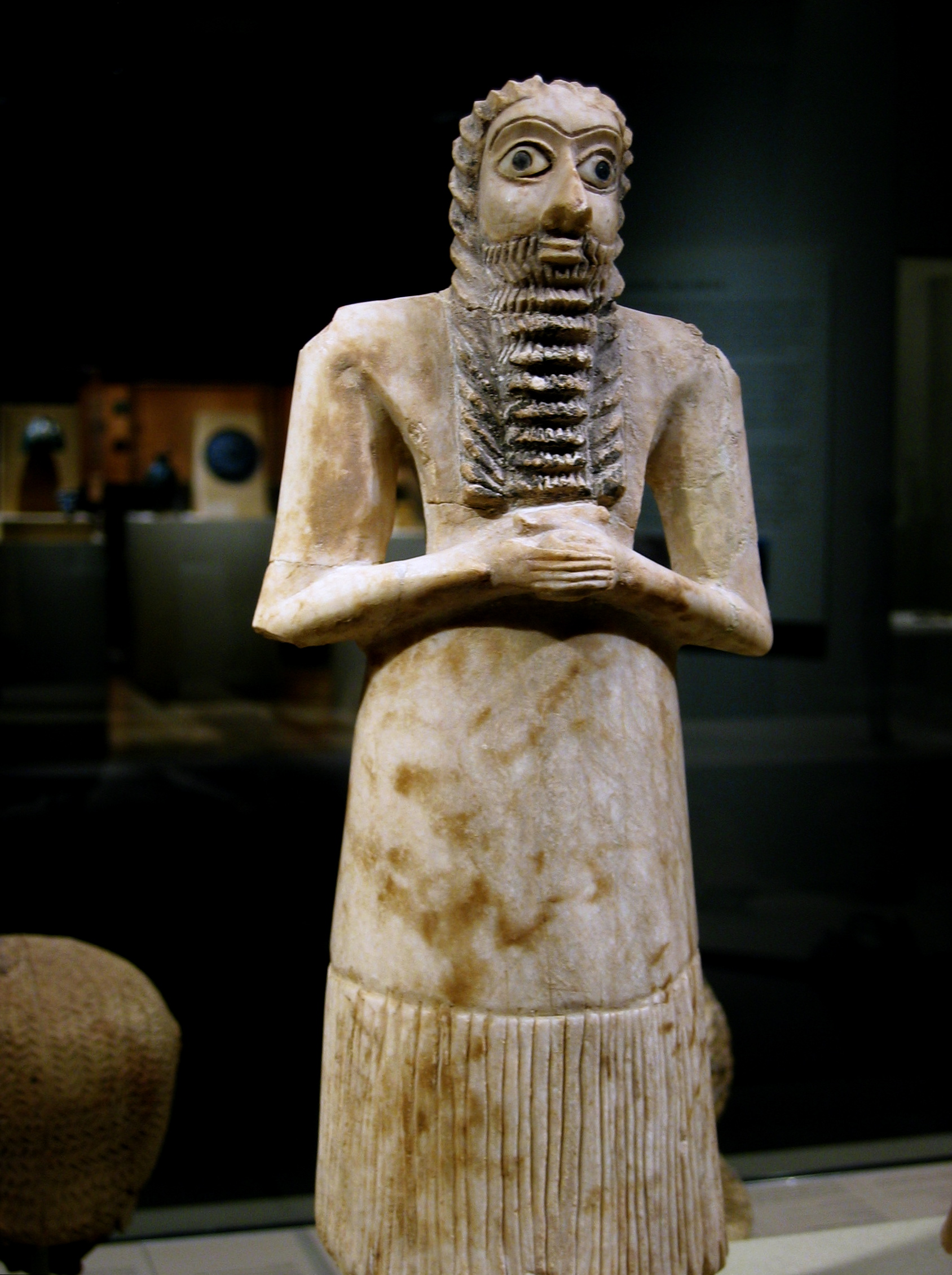
Alabastro con ojos de concha, adorador masculino de Eshnunna, [tel:2750–2600 2750–2600] a. C.

Los antiguos mesopotámicos tenían ceremonias cada mes. El tema de los rituales y festivales de cada mes estuvo determinado por al menos seis factores importantes:
1. La fase lunar (una luna creciente significaba abundancia y crecimiento, mientras que una luna menguante se asociaba con el declive, la conservación y los festivales del inframundo)
2. La fase del ciclo agrícola anual
3. Equinoccios y solsticios
4. El mito local y sus patrones divinos
5. El éxito del monarca reinante
6. The Akitu, o Festival de Año Nuevo (primera luna llena después del equinoccio de primavera)
7. Conmemoración de eventos históricos específicos (fundación, victorias militares, festividades del templo, etc.)

### Música
Artículo principal: Música de Mesopotamia
Algunas canciones fueron escritas para los dioses, pero muchas fueron escritas para describir eventos importantes. Aunque la música y las canciones divertían a los reyes, también las disfrutaban personas comunes a quienes les gustaba cantar y bailar en sus hogares o en los mercados. Se cantaron canciones a los niños que las transmitieron a sus hijos. Así, las canciones se transmitieron a través de muchas generaciones como una tradición oral hasta que la escritura fue más universal. Estas canciones proporcionaron un medio para transmitir a través de los siglos información muy importante sobre eventos históricos.
El Oud (en árabe: العود) es un pequeño instrumento musical de cuerda utilizado por los mesopotámicos. El registro pictórico más antiguo del Oud se remonta al período Uruk en el sur de Mesopotamia hace más de 5000 años. Está en un sello cilíndrico actualmente alojado en el Museo Británico y adquirido por el Dr. Dominique Collon. La imagen muestra a una mujer agachada con sus instrumentos en un bote, jugando con la mano derecha. Este instrumento aparece cientos de veces a lo largo de la historia mesopotámica y nuevamente durante el Egipto antiguo, a partir de la dinastía XVIII, en variedades de cuello largo y corto. El oud es considerado como un precursor de los europeos. laúd. Su nombre se deriva de la palabra árabe العود al-'ūd 'the wood', que es probablemente el nombre del árbol del que se hizo el oud. (El nombre árabe, con el artículo definido, es la fuente de la palabra 'laúd').

### Juegos
La caza era popular entre los reyes asirios. El boxeo y la lucha aparecen con frecuencia en el arte, y alguna forma de polo era probablemente popular, con hombres sentados sobre los hombros de otros hombres en lugar de sobre caballos. También jugaron majore, un juego similar al rugby deportivo, pero con una pelota de madera. También jugaron un juego de mesa similar al senet y al backgammon, ahora conocido como el «Juego Real de Ur».

### Vida Familiar

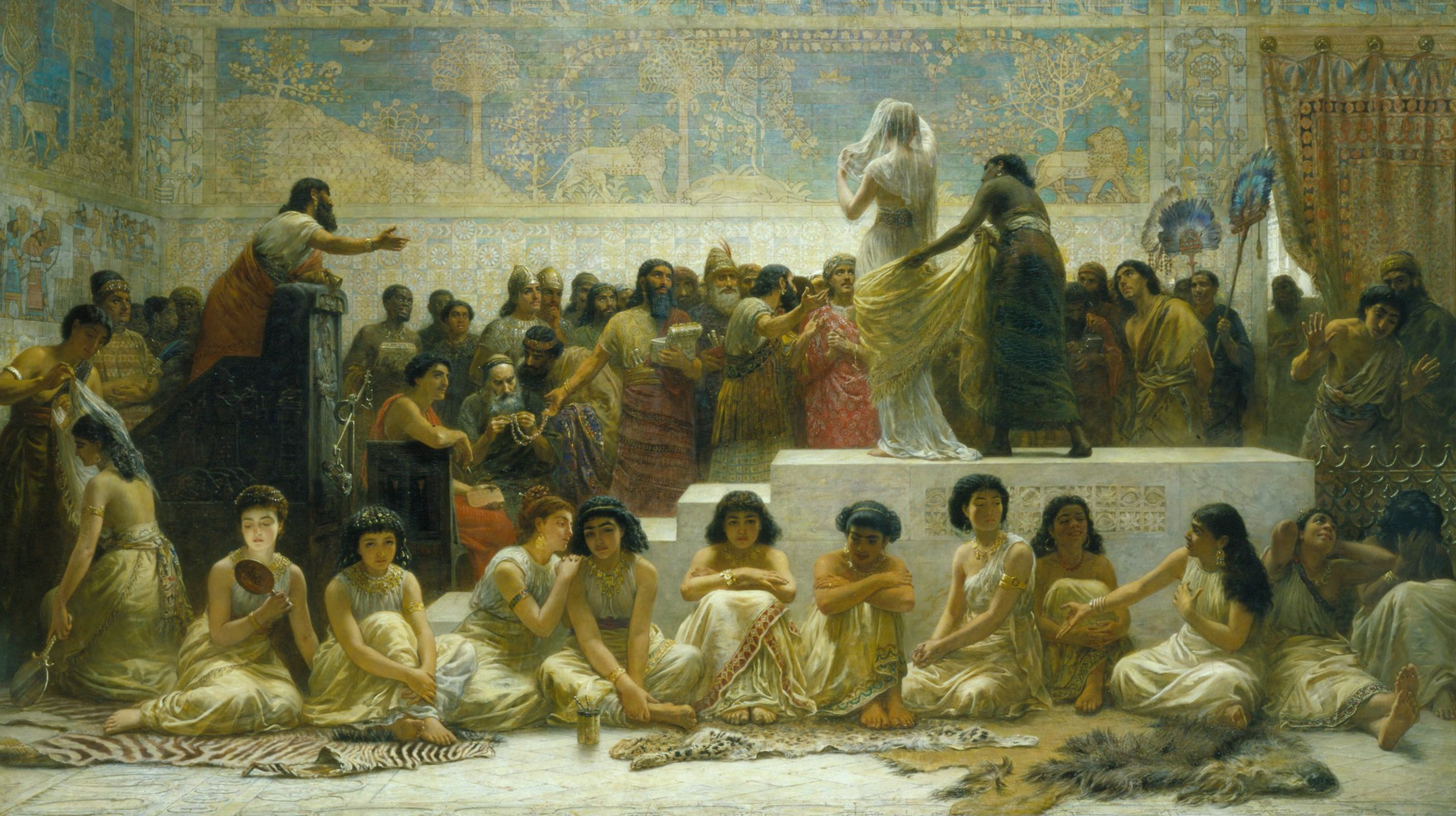
El mercado matrimonial babilónico del pintor del Edwin Long

Mesopotamia, como lo demuestran los sucesivos códigos legales, los de Urukagina, Lipit Ishtar y Hammurabi, a lo largo de su historia se convirtió cada vez más en una sociedad patriarcal, en la que los hombres eran mucho más poderosos que las mujeres. Por ejemplo, durante el primer período sumerio, el «en», o sumo sacerdote de dioses masculinos era originalmente una mujer, la de las diosas femeninas, un hombre. Thorkild Jacobsen, así como muchos otros, ha sugerido que la sociedad mesopotámica primitiva estaba gobernada por un «consejo de ancianos» en el que hombres y mujeres estaban igualmente representados, pero que con el tiempo, a medida que el estatus de las mujeres disminuía, el de los hombres aumentaba. En cuanto a la escolarización, solo los hijos reales y los hijos de los ricos y profesionales, como los escribas, los médicos y los administradores del templo, asistieron a la escuela. A la mayoría de los niños se les enseñó el oficio de su padre o aprendieron otro distinto, mientras que las niñas tuvieron que quedarse en casa con sus madres para aprender a limpiar, cocinar y cuidar a los niños más pequeños. Algunos niños ayudarían a triturar granos o limpiar pájaros. Inusualmente para ese período histórico, las mujeres de Mesopotamia tenían derechos. Podían poseer propiedades y, si tenían una buena razón, divorciarse. 

### Entierros
Cientos de tumbas han sido excavadas en distintas partes de Mesopotamia, revelando información sobre los hábitos de entierro mesopotámico. En la ciudad de Ur, la mayoría de las personas fueron enterradas en tumbas familiares debajo de sus casas, junto con algunas posesiones. Se han encontrado algunos envueltos en esteras y alfombras. Los niños fallecidos fueron puestos en grandes «frascos» que fueron colocados en la capilla de la familia. Se han encontrado otros restos enterrados en cementerios comunes de la ciudad. Se han encontrado 17 tumbas con objetos muy preciosos en ellas. Se supone que se trataba de tumbas reales. Rico de varios períodos, se ha descubierto que han buscado entierro en Baréin, identificado con Dumemun sumerio.

## Arte
En la zona fértil de una y otra llanura, abundantemente regada en su parte inferior por los dos ríos que delimitan esta civilización, se produjo muy pronto la sedentarización de los pueblos nómadas que la atravesaban, convirtiéndose en agricultores y desarrollando una cultura y un arte con una sorprendente variedad de formas y estilos.
Con todo, el arte en general mantiene bastante unidad en cuanto a su intencionalidad, que da como resultado un arte algo rígido, geométrico y cerrado, pues, ante todo, tiene una finalidad práctica y no estética y se desarrolla al servicio de la sociedad.

### Escultura
La escultura representa tanto a dioses como a soberanos o funcionarios, pero siempre como personas individualizadas (a veces con su nombre grabado), y busca sustituir a la persona más que representarla. La cabeza y el rostro estaban desproporcionados respecto al cuerpo, por lo que se dice que desarrollaron el llamado realismo conceptual: simplificaban y regularizaban las formas naturales mediante la ley de la frontalidad (parte derecha e izquierda absolutamente simétricas) y el geometrismo (figura dentro de un esquema geométrico que solía ser el cilindro o el cono). Las representaciones humanas mostraban una total indiferencia por la realidad, aunque en los animales se presentaba un mayor realismo.
Algunos temas recurrentes de la escultura mesopotámica son toros monumentales, muy estilizados y realistas (genios protectores, monstruosos y fantásticos como todo lo sobrenatural en Mesopotamia).

Sus técnicas principales fueron el relieve monumental, la estela, el relieve parietal, el relieve de ladrillos esmaltados y el sello: otras formas de esculpir y desarrollar auténticos cómics o narraciones en ellos.

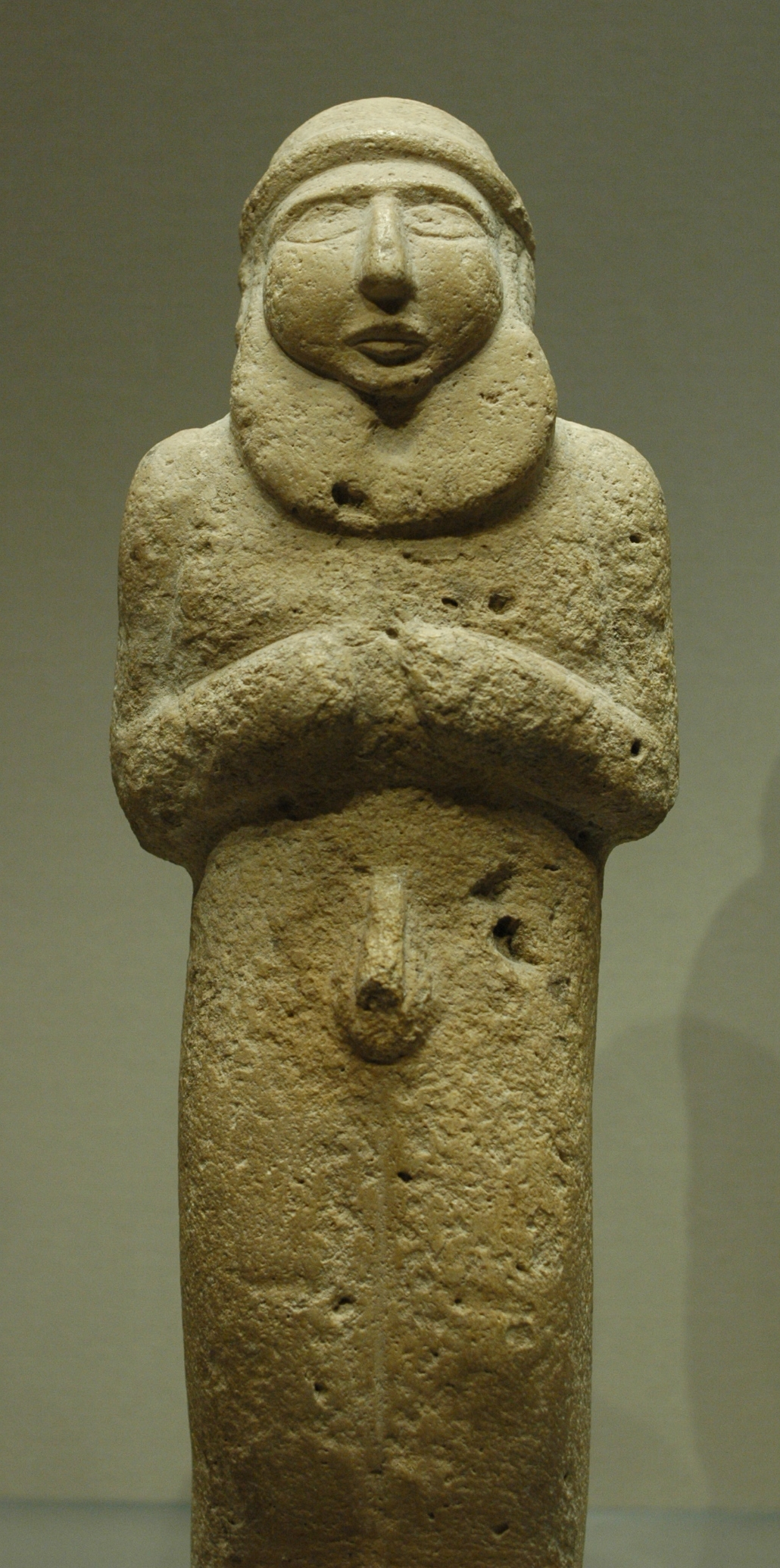
Estatuilla de un hombre barbudo, probablemente un rey-sacerdote, en piedra caliza. Período de Uruk, año 3300 a. C., Museo del Louvre
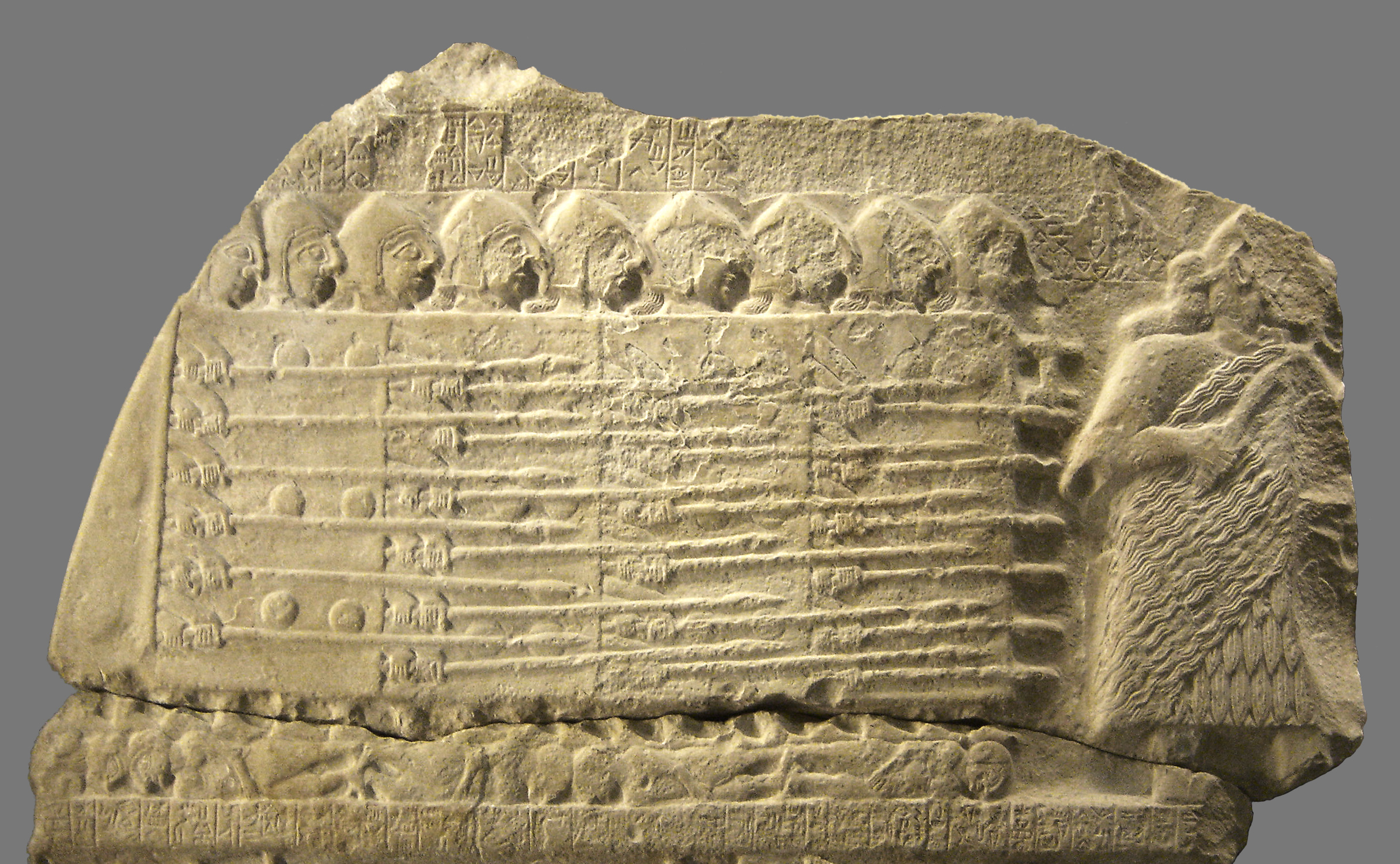
Estela de los buitres. Conmemora la victoria del rey Eannatum de Lagaš sobre Umma durante el período dinástico arcaico, año 2450 a. C., Museo del Louvre
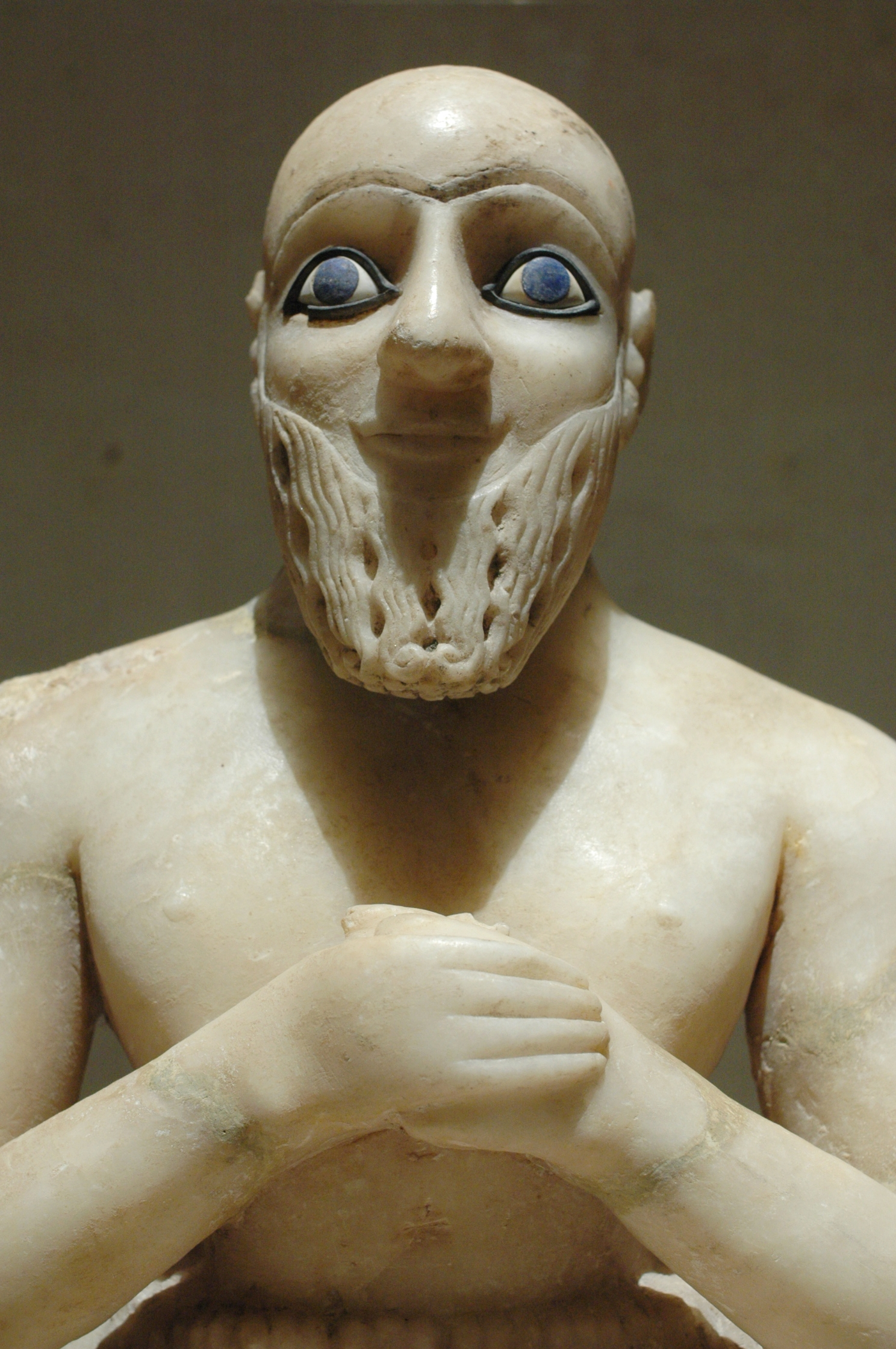
Estatua del superintendente Ebih II (detalle de la cabeza), 52,5 cm de alto, procedente del templo de Ištar en Mari, período acadio, año 2400 a. C., Museo del Louvre
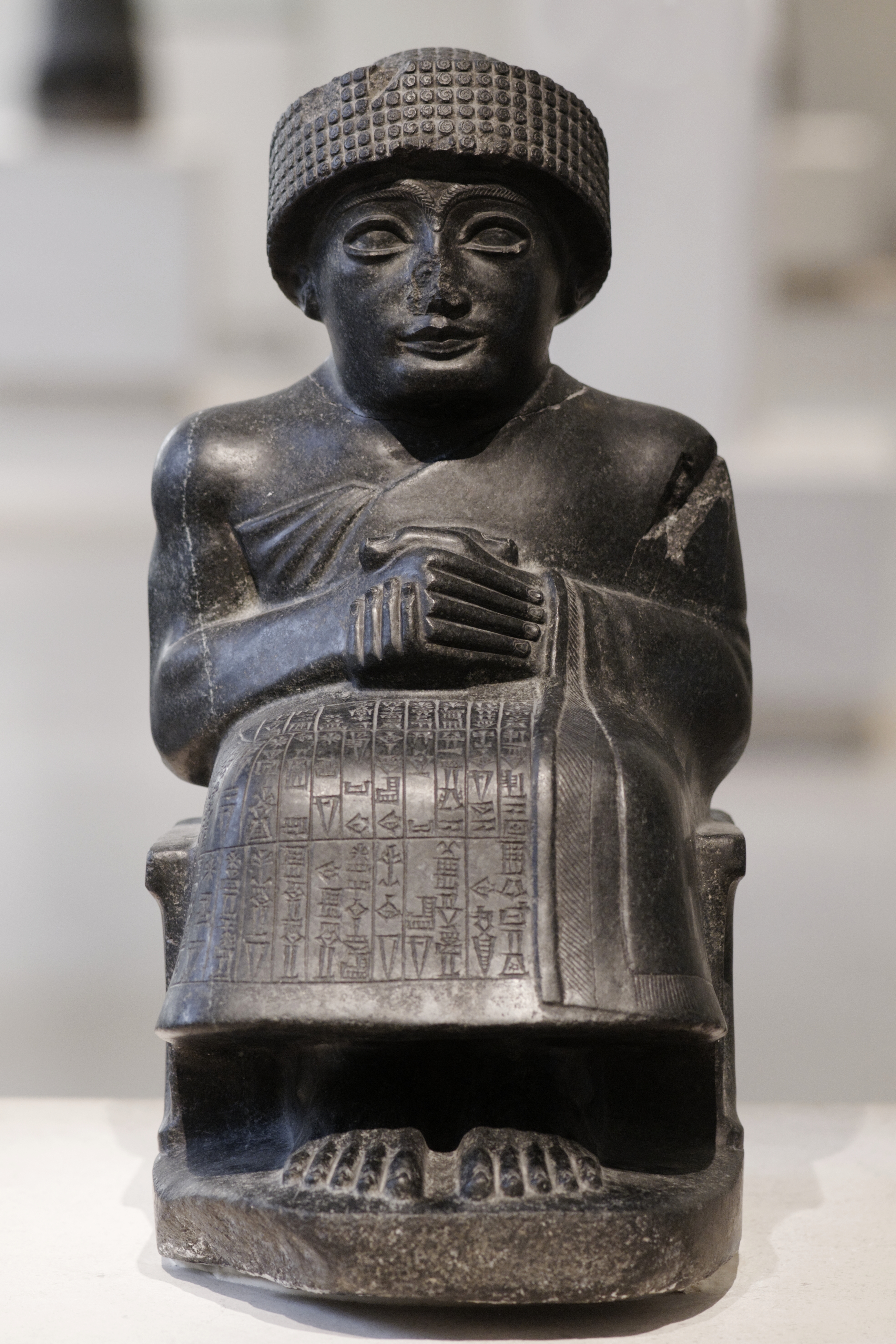
Estatua sedente del príncipe Gudea, escultura en diorita, 46 centímetros de alto, excavado en Telloh (antigua Girsu), Irak, período neo-sumerio, año 2120 a. C., Museo del Louvre

### Pintura
Debido a las características del país, existen muy pocas muestras de pintura; sin embargo, el arte es muy parecido al arte del período magdaleniense de la prehistoria. La técnica era la misma que en el relieve parietal, sin perspectiva. Al igual que los mosaicos (más perdurables y característicos) tenía un fin más decorativo que las otras facetas del arte.
En la pintura y el grabado, la jerarquía se mostraba de acuerdo al tamaño de las personas representadas en la obra: los de más alto rango se mostraban más grandes en comparación con el resto.
La pintura fue estrictamente decorativa, pues se utilizó para embellecer la arquitectura. Carece de perspectiva, y es cromáticamente pobre: solo prevalecen el blanco, el azul y el rojo. Se usaba la técnica del temple, que se puede apreciar en los mosaicos decorativos o azulejos. La pintura se empleaba en la decoración doméstica. Los temas eran escenas de guerras y de sacrificios rituales con mucho realismo, y se representaban figuras geométricas, personas, animales y monstruos, sin representar las sombras.

### Arquitectura
Los mesopotámicos tenían una arquitectura muy particular debido a los recursos disponibles. Hicieron uso de los dos sistemas constructivos básicos: el abovedado y el adintelado.
Construyeron mosaicos pintados en colores vivos, como el negro, verdes o bicolores, a manera de murales. Los edificios no tenían ventanas y la luz se obtenía del techo. Se preocupaban de la vida terrenal y no de la de los muertos, por tanto las edificaciones más representativas eran el templo y el palacio.
El templo era el centro religioso, económico y político. Tenía tierras de cultivo y rebaños, almacenes (donde se guardaban las cosechas) y talleres (donde se hacían utensilios, estatuas de cobre y de cerámica). Los sacerdotes organizaban el comercio y empleaban a campesinos, pastores y artesanos, quienes recibían como pago parcelas de tierra para cultivo de cereales, dátiles o lana. Además, los zigurats tenían un amplio patio con habitaciones para alojar a las personas que habitaban en este pueblo.
El urbanismo regulado estuvo presente en algunas ciudades, como la Babilonia de Nabucodonosor III, mayoritariamente con diseño en damero. En cuanto a las obras de ingeniería, destaca la muy extensa y antigua red de canales que unían los ríos Tigris, Éufrates y sus afluentes, propiciando la agricultura y la navegación.

## Tecnología
El desarrollo de la tecnología en Mesopotamia estuvo condicionado en muchos aspectos a los avances en el dominio del fuego, conseguidos mediante la mejora de la capacidad térmica de los hornos, con los cuales era posible conseguir yeso (a partir de los 300 °C), y cal (a partir de los 800 °C). Con estos materiales se podían recubrir recipientes de madera lo que permitía ponerlos al fuego directo, una técnica predecesora de la cerámica a la que se ha llamado «vajilla blanca».
Los inicios de esa técnica se han encontrado en Beidha, al sur de Canaán, y datan del IX milenio a. C. aproximadamente; desde los milenios posteriores se extiende hacia el norte y al resto del Próximo Oriente, cubriéndolo por completo entre 5600 y 3600 a. C.

### Cerámica
En Mesopotamia, la cerámica comienza a desarrollarse ya empezado el Neolítico, por lo que se habla de un Neolítico Precerámico. Tras este, se da un período en el que la cerámica aparece de forma intermitente en los restos. Esto es debido, más que a una serie de descubrimientos y olvidos, a que la «vajilla blanca» era aún suficiente para la mayor parte de las aplicaciones. Hacia el IV milenio a. C. la cerámica alcanzó un desarrollo pleno, con hornos donde el fuego y la cámara de cocción estaban bien diferenciados.
A partir de aquí y con el dominio de temperaturas aun superiores, surgió una nueva técnica: la vitrificación de la pasta. Hacia el III milenio a. C., durante el período Jemdet Nasr, se conseguía fabricar perlas de vidrio y un milenio después ya se dominaba la técnica del vidriado. Finalmente, durante el II milenio a. C., se logró la fabricación de objetos de vidrio.

### Metalurgia

Regiones productoras de metales utilizados en Mesopotamia. Mesopotamia carecía de yacimientos de metales propios, por lo que podía haberse visto en desventaja frente a las vecinas regiones montañosas; no fue así, ya que en esas zonas el desarrolló político era muy inferior al mesopotámico, y no se creó ningún Estado poderoso a expensas de esta riqueza. A la larga, fueron los habitantes de Mesopotamia los que, mediante el comercio, controlaron este bien.

La utilización de pequeños objetos metálicos tallados había sido una constante en la región desde el VI milenio a. C., sin embargo no fue hasta el desarrollo de hornos más potentes cuando se generalizó el uso de estos materiales mediante la aparición de la metalurgia. Este cambio puede situarse a mediados el III milenio a. C.; empieza a encontrarse mayor cantidad de objetos metálicos; por su composición, se aprecia que estos objetos son obtenidos mediante fundición, no por el tallado de metales en estado natural y se empieza a experimentar con aleaciones.
Con el desarrollo de las aleaciones se produjo el nacimiento de la metalurgia del bronce, que se diferenció en dos vertientes según los metales con los que se obtenía la aleación, bien fuesen cobre y estaño o cobre y arsénico. El bronce arsenioso se desarrolló en las áreas del Cáucaso, este de Anatolia, sur de Mesopotamia y Levante mediterráneo, trazando un eje norte sur. El bronce de estaño predomina en Irán, toda Mesopotamia, el norte de Siria y en Cilicia, trazando un eje este-oeste. El punto de cruce de estos dos ejes es el sur de Mesopotamia, esto es, la cuna de la civilización sumeria. Esta situación se mantiene durante los milenios IV y III a. C., hasta que en el segundo el bronce arsenioso desaparece.
Entre el 1200 y el 1000 a. C. se produce un nuevo avance: el hierro, que hasta entonces había sido escaso hasta el punto de costar igual que el oro, se populariza debido probablemente al descubrimiento de nuevas técnicas, conseguidas en el área del norte de Siria o en la tierra de los hititas.

## Gobierno
La geografía de Mesopotamia tuvo un profundo impacto en el desarrollo político de la región. Entre los ríos y arroyos, el pueblo sumerio construyó las primeras ciudades junto con canales de riego que estaban separados por vastas extensiones de desierto abierto o pantano donde vagaban tribus nómadas. La comunicación entre las ciudades aisladas era difícil y, a veces, peligrosa. Así, cada ciudad sumeria se convirtió en una ciudad-Estado, independiente de las demás y protectora de su independencia. A veces una ciudad intentaba conquistar y unificar la región, pero tales esfuerzos fueron resistidos y fracasaron durante siglos. Como resultado, la historia política de Sumeria es una de guerra casi constante. Finalmente, Sumer fue unificado por Eannatum, pero la unificación fue tenue y no duró ya que los acadios conquistaron Sumeria en 2331 a. C. solo una generación después. El Imperio acadio fue el primer imperio exitoso que duró más de una generación y vio la sucesión pacífica de reyes. El imperio fue relativamente efímero, ya que los babilonios los conquistaron en unas pocas generaciones.

### Reyes
Artículos principales: Lista de reyes sumerios y Lista de reyes de Babilonia
Los mesopotámicos creían que sus reyes y reinas descendían de la Ciudad de los Dioses, pero a diferencia de los egipcios antiguos, nunca creyeron que sus reyes fueran dioses reales. La mayoría de los reyes se llamaban a sí mismos «rey del universo» o «gran rey». Otro nombre común era «pastor», ya que los reyes tenían que cuidar a su gente.

### Poder
Cuando Asiria se convirtió en un imperio, se dividió en partes más pequeñas, llamadas provincias. Cada uno de estos lleva el nombre de sus principales ciudades, como Nínive, Samaria, Damasco y Arpad. Todos tenían su propio gobernador que tenía que asegurarse de que todos pagaran sus impuestos. Los  gobernadores también tuvieron que convocar soldados para la guerra y suministrar trabajadores cuando se construyó un templo. También fue responsable de hacer cumplir las leyes. De esta manera, era más fácil mantener el control de un gran imperio. Aunque Babilonia era un Estado bastante pequeño en el sumerio, creció enormemente durante el gobierno de Hammurabi. Era conocido como «el legislador», y pronto Babilonia se convirtió en una de las principales ciudades de Mesopotamia. Más tarde se llamó Babilonia, que significaba «la puerta de entrada de los dioses». También se convirtió en uno de los mayores centros de aprendizaje de la historia.

### Guerra

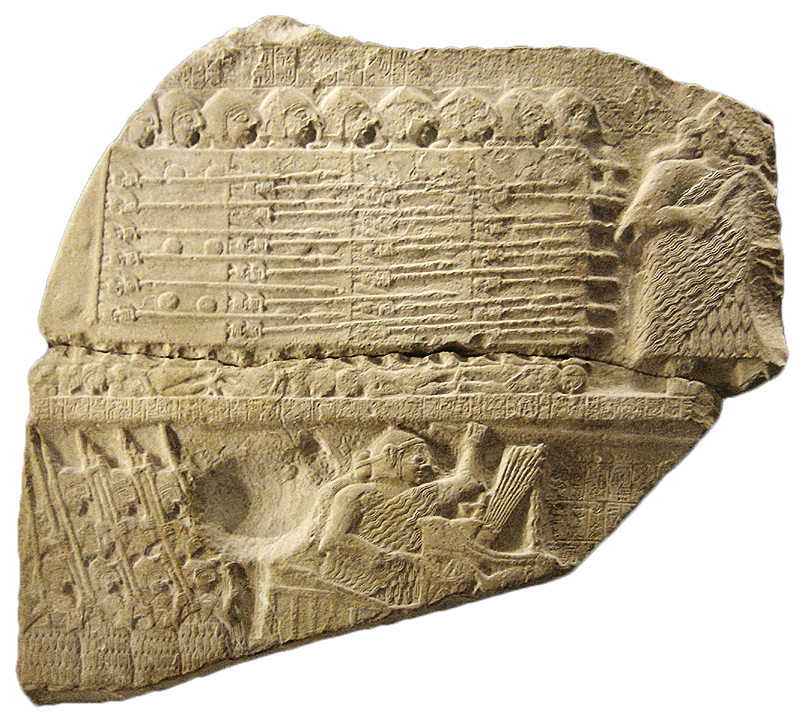
Fragmento de la estela de los buitres que muestra guerreros marchando, período dinástico temprano III, [tel:2600–2350 2600–2350] a. C.

Con el final de la fase Uruk, las ciudades amuralladas crecieron y muchas aldeas Ubaid aisladas fueron abandonadas, lo que indica un aumento de la violencia comunitaria. Se suponía que uno de los primeros reyes de Lugalbanda había construido los muros blancos alrededor de la ciudad. A medida que las ciudades-estado comenzaron a crecer, sus esferas de influencia se superpusieron, creando discusiones entre otras ciudades-estado, especialmente sobre la tierra y los canales. Estos argumentos se registraron en tabletas varios cientos de años antes de cualquier guerra importante: la primera grabación de una guerra ocurrió alrededor del 3200 a. C., pero no fue común hasta aproximadamente el 2500 a. C. Un rey dinástico temprano II (Ensi) de Uruk en Sumer, Gilgamesh (c. 2600 a. C.), fue elogiado por las hazañas militares contra Humbaba, guardián de la montaña del cedro, y más tarde se celebró en muchos poemas y canciones posteriores en los que se afirmaba que era un dios de dos tercios y solo un tercio humano. La estela de los buitres posterior al final del período dinástico temprano III (2600–2350 a. C.), que conmemora la victoria de Eannatum de Lagash sobre la vecina ciudad rival de Umma, es el monumento más antiguo del mundo que celebra una masacre. A partir de este momento, la guerra se incorporó al sistema político mesopotámico. A veces, una ciudad neutral puede actuar como árbitro para las dos ciudades rivales. Esto ayudó a formar sindicatos entre ciudades, lo que llevó a los Estados regionales. Cuando se crearon los imperios, fueron a la guerra más con países extranjeros. El rey Sargón, por ejemplo, conquistó todas las ciudades de Sumer, algunas ciudades en Mari, y luego fue a la guerra con el norte de Siria. Muchas paredes del palacio asirio y babilónico estaban decoradas con las imágenes de las luchas exitosas y el enemigo escapaba desesperadamente o se escondía entre los juncos.

### Leyes

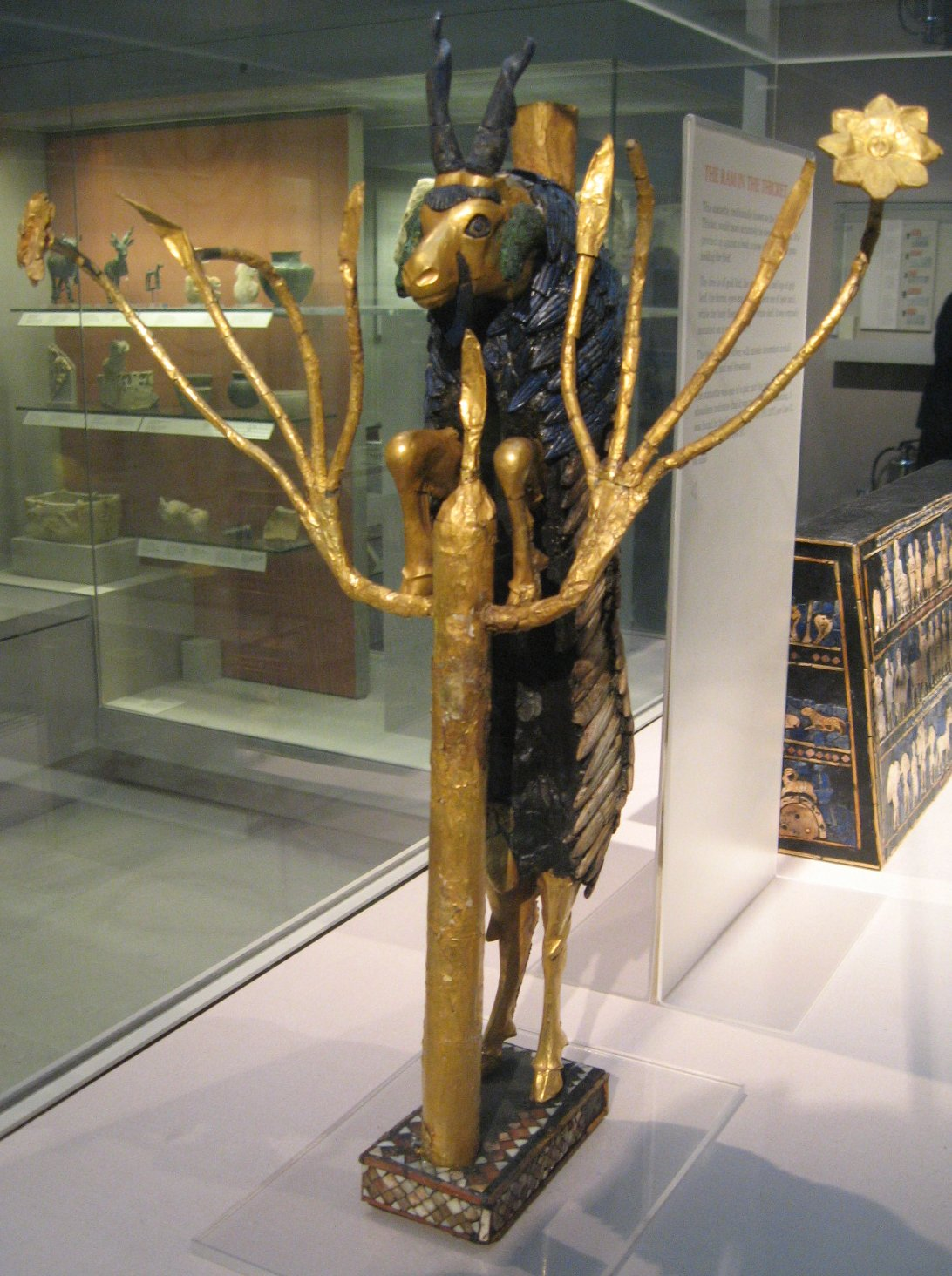
Una de las dos figuras del carnero en un matorral encontradas en el cementerio real de Ur, [tel:2600–2400 2600–2400] a. C.

Las ciudades-Estado de Mesopotamia crearon los primeros códigos legales, extraídos de la precedencia legal y las decisiones tomadas por los reyes. Se han encontrado los códigos de Urukagina y Lipit Ishtar. El más famoso de estos fue el de Hammurabi (creado hacia 1780 A. C.), debido a su conjunto de leyes, siendo uno de los primeros conjuntos de leyes encontrados y uno de los ejemplos mejor conservados de este tipo de documento de la antigua Mesopotamia. Codificó más de 200 leyes para Mesopotamia. El examen de las leyes muestra un debilitamiento progresivo de los derechos de la mujer y una gravedad cada vez mayor en el tratamiento de esclavos.

## Avances tecnológicos
Algunas de las creaciones que les debemos a las civilizaciones que habitaron en Mesopotamia son:
- La escritura (escritura cuneiforme).
- La moneda.
- La rueda.
- Las primeras nociones de astrología y astronomía.
- El desarrollo del sistema sexagesimal y el primer código de leyes, escrito por el rey Hammurabi.
- El sistema postal o de correo.
- La irrigación artificial.
- El arado.
- El bote y la vela.
- Los arreos para los animales.
- La metalurgia del cobre y del bronce.
- Un calendario de 12 meses y 360 días.